# Comuna de Tykocin
Tykocin (polaco: Gmina Tykocin) é uma gminy (comuna) na Polónia, na voivodia de Podláquia e no condado de Białystok. A sede do condado é a cidade de Tykocin.
De acordo com os censos de 2004, a comuna tem 6530 habitantes, com uma densidade 31,5 hab/km².

## Área
Estende-se por uma área de 207,34 km², incluindo:
- área agricola: 63%
- área florestal: 27%

## Demografia
Dados de 30 de Junho 2004:
|                      | Total   | Total | Mulheres | Mulheres | Homens  | Homens |
| -------------------- | ------- | ----- | -------- | -------- | ------- | ------ |
|                      | pessoas | %     | pessoas  | %        | pessoas | %      |
| População            | 6530    | 100   | 3295     | 50,5     | 3235    | 49,5   |
| Densidade (pop./km²) | 31,5    | 100   | 15,9     | 15,9     | 15,6    | 15,6   |

De acordo com dados de 2002, o rendimento médio per capita ascendia a 1294,64 zł.

## Subdivisões
- Bagienki, Broniszewo, Dobki, Hermany, Kapice-Lipniki, Kiślaki, Krosno, Leśniki, Lipniki, Łaziuki, Łazy Duże, Łazy Małe, Łopuchowo, Nieciece, Nowe Jeżewo, Pajewo, Popowlany, Radule, Rzędziany, Sanniki, Sawino, Siekierki, Sierki, Słomianka, Stare Jeżewo, Stare Kapice, Stelmachowo, Stelmachowo-Kolonia, Szafranki, Tatary, Żuki.

## Comunas vizinhas
- Choroszcz, Dobrzyniewo Duże, Kobylin-Borzymy, Zawady, Krypno, Trzcianne,